# Merionoeda pilosa
Merionoeda pilosa là một loài bọ cánh cứng trong họ Cerambycidae.